# Sancha de Maiorca
Sancha de Maiorca (1285 – Nápoles, 28 de julho de 1345), quinta filha do rei de Maiorca, Jaime II e de Esclarmunda de Foix, filha do conde de Foix, Rogério IV, foi rainha consorte de Nápoles, como segunda esposa do rei Roberto I de Nápoles, de 1309 a 1343, ano da morte do marido. Antes de sua coroação, Sancha e Roberto foram criados os primeiros duques da Calábria. Após a coroação, Sancha também foi investida com os títulos de condessa consorte de Anjou e Maine, condessa consorte de Provença e Forcalquier e rainha consorte titular de Jerusalém.

## Biografia
Segundo a Crónica Piniatense, Sancha, depois de sua irmã Isabel (la primera... Isabel... la otra Sancha ) era a segunda filha do rei de Maiorca, Jaime II, e que foi casada com o rei de Nápoles Roberto de Anjou (por rey Rubert).
Em 17 de junho de 1304, em Collioure, perto de Perpignan, no condado de Roussillon, Sancha casou-se com Roberto de Anjou, o filho mais velho sobrevivente de Carlos II de Anjou e Maria Arpad da Hungria, então herdeiro do trono de Nápoles. Roberto havia perdido, aos vinte e sete anos (1302), sua primeira esposa, Violante de Aragão, filha de Pedro III de Aragão e Constança de Hohenstaufen .Com a morte de Carlos II em 5 de maio de 1309, Roberto o sucedeu no trono e Sancha tornou-se rainha consorte até a morte de seu marido.
De seu esposo ela recebeu o senhorio de Potenza, Venosa, Lanciano, Alessa, San Angelo e Ruvo di Puglia, em 2 de agosto de 1311. De seu pai havia recebido um dote significativo em dinheiro. O testamento de sua mãe Esclarmunda (Sclarmunda… regina Majoricæ ), datado de 24 de março de 1312, também garantiu um legado a Sancha (Sanciæ… Reginæ Siciliæ… filiæ nostræ). Todos esses bens passaram a constituir um patrimônio muito grande, que seu marido a deixou administrar de forma independente, dando-lhe também um espaço considerável no governo do reino. Foram criadas duas cúrias régias coordenadas e complementares, de modo a reforçar-se mutuamente e a desenhar para a rainha um papel político efetivo.Em 20 de janeiro de 1343, Roberto morreu e foi sucedido por sua sobrinha, Joana de Anjou, enquanto Sancha, por vontade expressa de seu marido, foi nomeada guardiã da nova rainha, que tinha dezesseis anos. Neste período de regência fundou o primeiro orfanato da Europa.
Pouco depois, obrigada a deixar a corte, a rainha Sancha retirou-se para o mosteiro de Santa Maria della Croce, em Nápoles onde, em 1344, fez os votos e tomou o nome de irmã Clara da Santa Cruz.

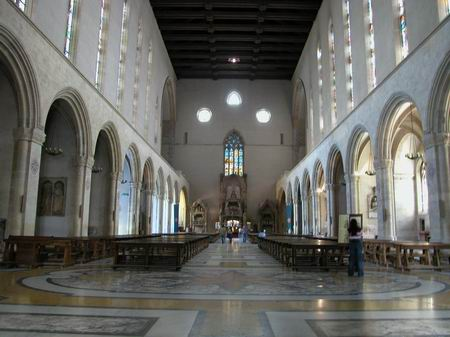
Nave, Basílica de Santa Clara, Nápoles

Sancha morreu no ano seguinte, em 28 de julho de 1345. Foi sepultada no mosteiro de Santa Maria della Croce. Mais tarde, o corpo foi transferido para a igreja de Santa Clara, onde o sepultamento não foi identificado.
Embora não seja formalmente um processo de beatificação, é venerada com o título de beata pela Igreja Católica, no contexto da Ordem Franciscana .

## Filhos
Sancha e Roberto não tiveram descendência. Tiveram apenas um bebê que faleceu, chamado Roberto.

## Itens relacionados
- Angevinos
- Soberanos de Nápoles
- Reino de Nápoles
- Reino da Sicília

## Outros projetos
- Wikimedia Commons contém imagens o outros arquivos sobre Sancha de Maiorca.